# Raphiocarpus macrosiphon
Raphiocarpus macrosiphon là một loài thực vật có hoa trong họ Tai voi. Loài này được (Hance) B.L. Burtt miêu tả khoa học đầu tiên năm 1997.